# Tornemark
Tornemark is een plaats in de Deense regio Seeland, gemeente Næstved. De plaats telt 286 inwoners (2008).